# حقل علاس
حقل عَلّاس هو حقل نفطي عراقي في محافظة صلاح الدين في وسط شمال العراق، حقل علاس قريب من جبال حمرين، وبين حقل علاس وقضاء الحويجة شمالاً 35 كيلومتراً، وبينه وبين تكريت غرباً 40 كيلومتراً، وفي سنة 2014 احتل تنظيم الدولة (داعش) أجزاء من محافظة صلاح الدين، فسيطروا على كثير من حقل علاس بين سنة 2014 و2017 مستعملين وسائل بدائية لاستخراج النفط، قالت رويترز إن الحقل كان "أحد المصادر الرئيسية للدخل للتنظيم". قال جواد كاظم البكري في 1 أيلول سنة 2016 إن تنظيم الدولة (داعش) حين سيطر على الحقل كانت "تبيع النفط العراقي بثلث سعر النفط العالمي، ومصداق ذلك هو بيع داعش لكميات من نفط حقل علاس من خلال الشاحنات الحوضية بسعر (10000) دولار لكل حوضية. وفي 3 آذار سنة 2015 نقلت وكالة الأنباء الألمانية عن مصادر في الجيش العراقي أن حقل علّاس “من الحقول النفطية غير المستغلة من قبل الحكومة ولم يدخل في الإنتاج رغم حفر عدد من الآبار النفطية فيه"، وفي 26 أيلول سنة 2016 قال موقع الصين العربي إن حقل عجيل وحقل علاس "من الحقول الواعدة في العراق والتي يقدر احتياطها النفطي بـ 3 مليارات برميل فضلا عن كميات كبيرة جدا للغاز المصاحب لعملية الاستخراج.